# Brachiaria leandriana
Brachiaria leandriana är en gräsart som beskrevs av Jean Marie Bosser. Brachiaria leandriana ingår i släktet Brachiaria och familjen gräs.
Artens utbredningsområde är Madagaskar. Inga underarter finns listade i Catalogue of Life.